# Францішек Рихновський
Францішек Рихновський (пол. Franciszek Rychnowski; 3 жовтня 1850, Велеград, Моравське маркграфство, Богемське королівство, Австрійська імперія, нині — Злінський край, Чехія — 3 липня 1929, Львів) — львівський інженер-механік, фотограф, винахідник польського походження. Член правління Польського політехнічного товариства у Львові.

## Життєпис
Народився 3 жовтня 1850 року у містечку Велеград у Моравії (нині — округ Угерске Градіште, Злінський край, Чехія).
Від 1878 року був членом Польського політехнічного товариства у Львові. 1887 року входив до його правління.
У 1881 році вперше у Львові створив систему електричного освітлення в будівлі Галицького сейму (нині головний корпус Львівського університету). Мав невеличку контору (технічне бюро) інженерних проєктів при вулиці Хоронщизна, 15 (нині вулиця Чайковського). Захоплювався фотографією, один з найвідоміших львівських фотографів-аматорів. У 1885 році, по закінченню навчання у Львівській політехніці, в технічному бюро Францішека Рихновського працював Роман Дзеслевський, у майбутньому — видатний польський вчений-електротехнік.
У квітні-вересні 1894 року за домовленістю з оргкомітетом Загальної Крайової виставки, яка урочисто проводилася у Львові у 1894 році, зробив серію фотографій міста в процесі підготовки, відкриття і проведення виставки. Переважно це фотографії вулиць, будинків міста та павільйонів на виставці. Зроблено було понад 200 світлин. Однак фотографії не були опубліковані, оскільки оргкомітет виставки і автор фото не дійшли порозуміння у справі оплати та умов публікації.
Лише у 1934 році завдяки зусиллям тодішнього директора Історичного музею А. Чоловського вдалося викупити у доньки Ф. Рихновського негативи та оригінали фотографій, які й досі зберігаються у фондах Львівського історичного музею.
Францішек Рихновський відійшов у засвіти 3 липня 1929 року у Львові. Похований на Раковицькому цвинтарі у Кракові, поле II.

## Доробок Ф.Рихновського
Світлини, зроблені Ф. Рихновським мають виразний документально-художній характер, містять велику кількість деталей, завдяки чому виразно ілюструють життя та архітектуру тогочасного Львова.

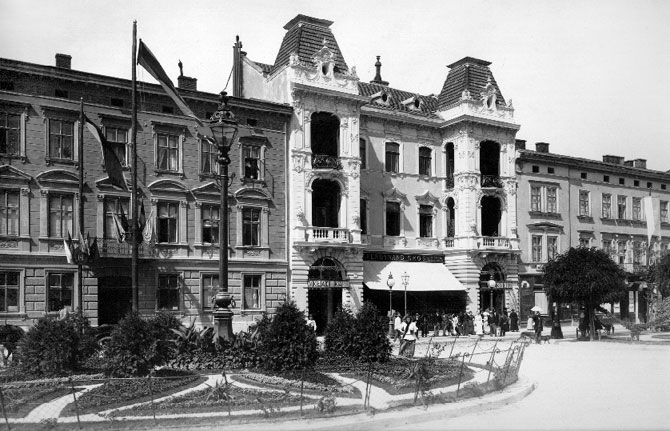
Будинки № 8, 10, 12 (справа наліво) при вул. Академічній (1894)
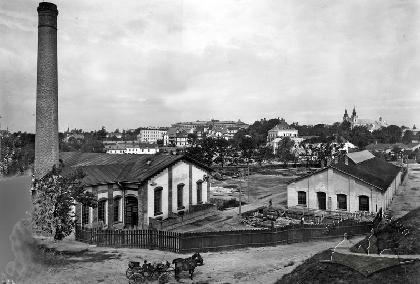
Вигляд на електростанцію та трамвайне депо (1894)